# NSB 69
NSB 69 전동차는 노르웨이의 여러 통근 열차에 사용하는 차량이며, 일부 지선이나 중거리 열차에도 사용한다. 72 전동차가 도입된 현재에도 상당수가 퇴역하지 않았다. 모든 차량은 스트뢰멘에서 제작하였다.

## 역사
1960년대 NSB에서는 지역 교통을 위하여 새로운 전동차를 도입하기로 하였다. 65, 67, 68 전동차는 약 30년간 개조만 된 채로 사용되었으며, 좀 더 새로운 차량이 필요하였다. 스웨덴에서 사용한 X1 차량에서 아이디어를 얻어서 NSB에서는 여러 안을 생각하였다.
첫째로 새로운 내장재를 도입하여 신형 객차 2량과 구형 객차 3량의 승객 수가 비슷해야 한다. 둘째로 더 빠른 열차를 필요로 하였고, 최고 속도를 시속 70에서 130km으로 증속하였다. 이를 통하여 선로 용량을 3배로 늘일 수 있었다. 예를 들어 오슬로에서 스키까지를 운행하기 위하여 필요한 차량은 9대에서 4대로 줄어들었다. 1200kW급 사이리스터 제어를 장착하였고, 이는 과거 전동차보다 용량이 더 컸다.

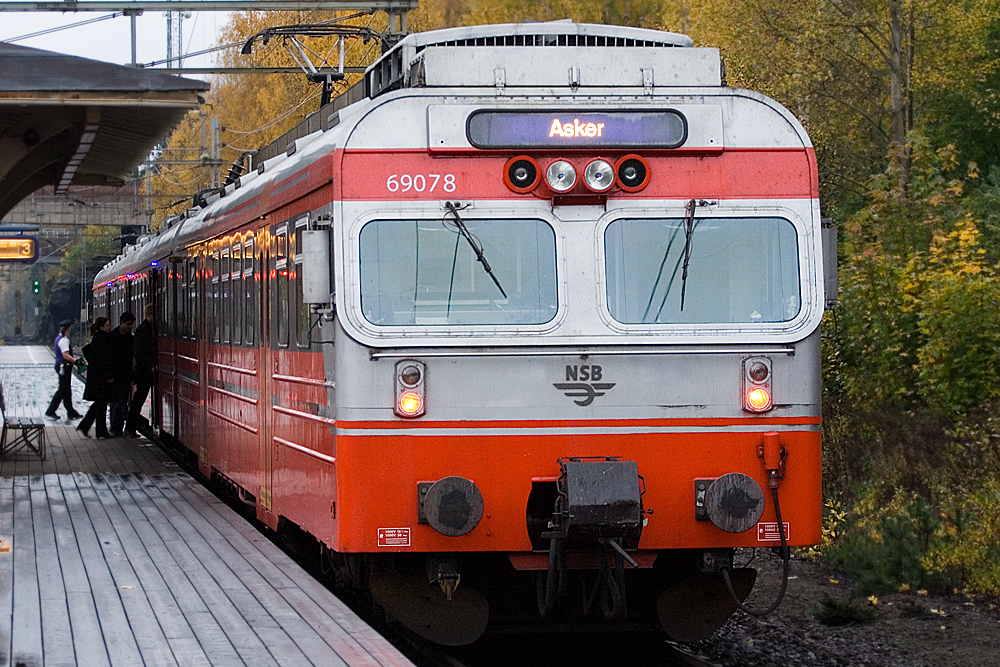
뢰렌스코그에 있는 D 계열 편성

1970년 11월 1일 첫 편성이 반입되었고, 첫 15편성(A)은 오슬로-릴레스트룀, 스키를 운행하였다. B 계열은 몇 년 후 반입되어 장거리 노선에 사용되었고, C 계열도 반입되었다. D 계열은 1980년대에 반입되었고, 장거리용으로 내장재를 개조하였다. 1993년 마지막으로 배달된 차량은 1994년 동계 올림픽을 위한 차량이다. 모든 편성은 제작 당시 2량이었으나, 1987년부터 중간차를 주문하여 3량 편성으로 만들었다. A와 B 계열은 2량으로 유지하여 2량부터 9량까지 원하는 대로 조절할 수 있다. 1990년과 1993년에 반입된 D 계열 차량은 제작 당시부터 3량이었다.
1982년까지는 오슬로 이외 지역만 운행하는 열차에 투입되지 않았다. 초기에는 플롬 선에서 실험해 보았고, 1984년부터 베르겐 통근 열차에 사용되었다. 1991년부터 스타방에르 통근 열차에 사용되었다.
E와 G 계열은 개조된 편성으로, 좀 더 편안한 좌석이 설치되었다. E 계열은 쇠를란 선의 크리스티안산-스타방에르, G 계열은 2005년 예비크 선을 위하여 도입되었다.
1999년 12월 14일 NSB에서는 3편성에 래핑 광고를 적용하였으나, 이후 래핑 광고를 중단하였다.

## 운행 구간
- 콩스베르그 - 에이스볼
- 스피케스타드 - 모스
- 드람멘 - 달, (드람멘) - 아스케르 - 릴레스트룀
- (스쾨옌) - 오슬로 - 예비크
- 스쾨옌 - 스키
- 스쾨옌 - 뮈센
- 스쾨옌 - 오르네스

## 파생형
BM69에는 6가지 계열이 존재한다.

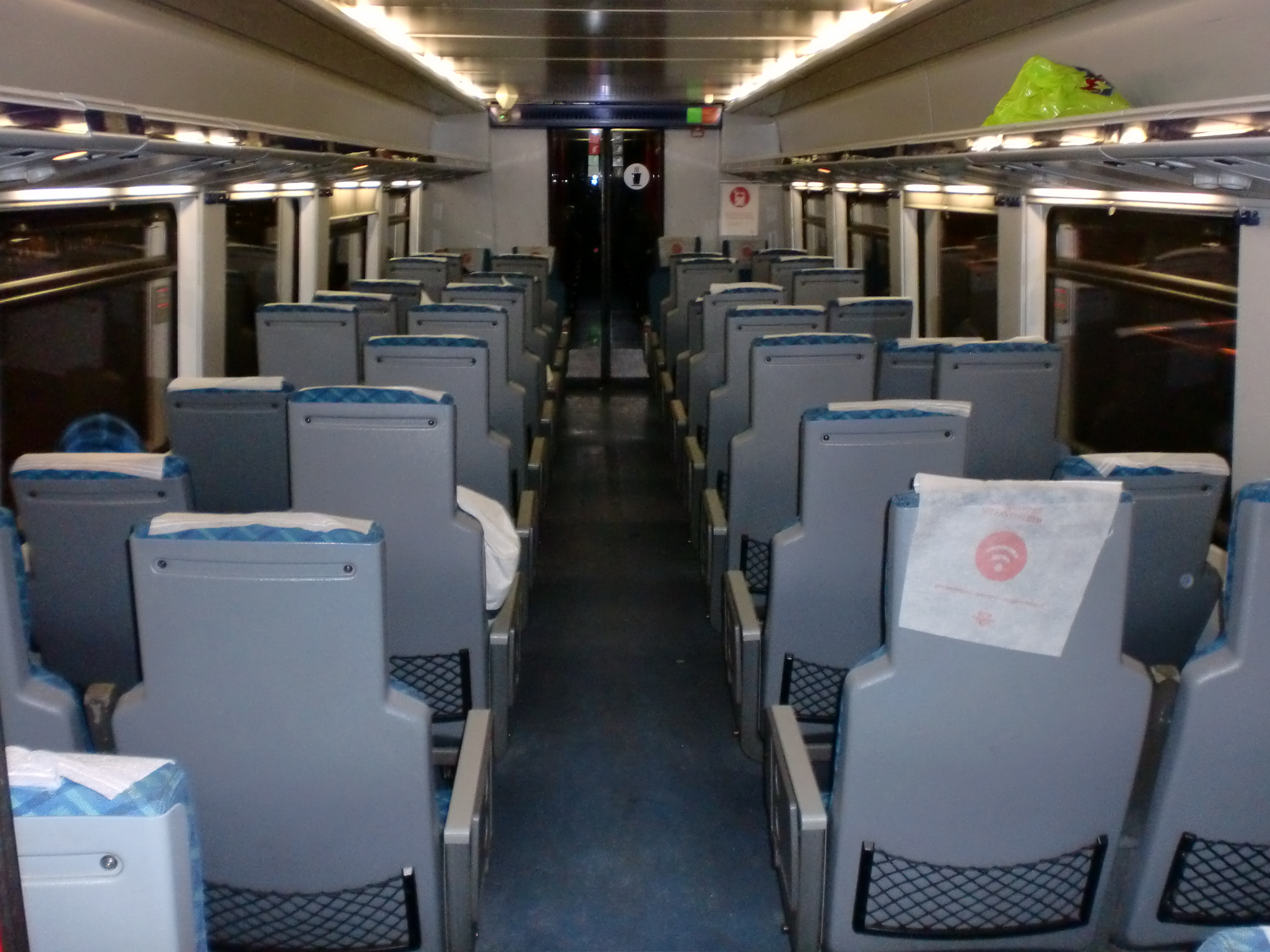
D 계열 내장재

- A: 1970년부터 1971년까지 제작된 원래 차량이다. 2량 1편성으로, 15편성 생산되었고 12편성 사용 중이다.
- B: 1974년에 제작되었다. 17편성 생산되었고 대부분 2량 1편성이며, 2편성에는 중간차가 추가되었다. 일부 편성에는 큰 화물칸이 설치되어 베르겐-미르달과 같은 스키와 자전거 수요가 있는 구간에 사용된다. B 계열에는 차량 한 쪽에 문이 1개만 설치되어 좌석 수와 승하차 시간이 늘어났다.
- C: 1975년에 제작되었다. 14편성 생산되었고, 3량 1편성으로 D 계열처럼 통근용으로 사용된다.
- D: 1983년부터 1990년까지 제작되었다. 전두부 모양이 달라서 C 계열과 쉽게 구분 가능하다. 39편성 생산되었고 35편성 사용 중이다.
- E: D 계열을 개조한 열차로 장거리 운행에 사용한다. 예비크 선과 얘렌 선에 사용하였으나, 현재는 베르겐과 보스 사이에서 사용 중이다.
- G: D 계열을 개조한 열차로, 음료 자판기와 1등석, 더 편안한 좌석이 설치되었다. 덴마크에서 개조되었고, 예비크 선에서 사용 중이다.

## 사고
- 1986년 6월 20일 54편성이 로달렌에서 전소되었다.
- 1988년 10월 26일 El 16 2205와 68편성이 충돌하여 폐차되었다.
- 1990년 4월 16일 9편성과 28편성이 리사케르 역에서 충돌하여 폐차되었다.
- 1991년과 1992년 14, 19편성이 전소되었다.
- 1993년 노르스트란 사고로 68편성이 폐차되었다.[1]